# 高岡市立牧野中学校
高岡市立牧野中学校（たかおかしりつ まきのちゅうがっこう）は、富山県高岡市にある市立中学校。

## 沿革
1951年（昭和26年）高岡市立芳野中学校牧野分校として開校
1970年（昭和45年）高岡市立牧野中学校として開校

## 著名な出身者
- 塚原佳代子（元女子バレーボール選手）
- 岸大誠（お笑い芸人）